# 马踏镇 (茂名市)
马踏镇，是中华人民共和国广东省茂名市电白区下辖的一个行政建制镇。

## 行政区划
马踏镇下辖以下地区：
马踏社区、马踏村、长山村、下山村、禄岳村、上村、石笏村、凤门村、天星村、石古湾村、珊瑚村、联群村、黄羌村、华田村、秀田村、龙湾村、下河村、莲河村、下洞岭村和松塘村。